# 钱瓒
钱瓒（1466年—？），字廷佑，自号恬庵，浙江宁波府鄞县人，明朝政治人物，廉吏。

## 生平
弘治二年（1489年）舉己酉科浙江鄉試第二十四名，弘治十二年（1499年），登己未科殿试金榜會試第二百三十三名，三甲二十二名进士。历任潜山、青阳知县，史称“有惠政”。官至广西按察使司副使。善于决断疑难案件，不为屈服权贵，人评其政“治滇治粤，政化大行”。致仕后归家，囊中空无一物，处世淡然，自号恬庵。

## 家族
出自东钱湖芍药沚钱家。曾祖钱洵，贈左參政；祖钱秬，贈左參政；父钱奂，左布政使。前母陈氏，贈淑人；母李氏，封淑人。慈侍下。兄璲、攇。子钱峄，嘉靖二十三年進士。